# Triniochloa andina
Triniochloa andina là một loài thực vật có hoa trong họ Hòa thảo. Loài này được Luces miêu tả khoa học đầu tiên năm 1953.